# Exeurytoma anatolica
Exeurytoma anatolica is een vliesvleugelig insect uit de familie Eurytomidae. De wetenschappelijke naam is voor het eerst geldig gepubliceerd in 1998 door Cam.